# Csicsói-medence
A Csicsói-medence vagy Nivegy-völgy a Balaton-felvidék középső részére jellemző, kis területű – rendszerint csak néhány település közigazgatási területét magukban foglaló – medencék egyike. Területe négy (más megközelítés szerint öt) Veszprém vármegyei kistelepülés közigazgatási területét foglalja magában.

## Földtana
Míg a Balaton-felvidék keleti, Balatonalmádi és Balatonfüred közötti szakaszára az jellemző, hogy a Balaton-parti települések felől a parti hegyekre felkapaszkodva rögtön a Veszprémi-fennsíkra juthatunk fel, az ott megjelenő hegyek valójában a fennsíkperem felmagasodásai és a partközeli "riviéra"-zóna mögött szinte egyáltalán nincsenek kísérő települések, addig a Balatonfüred és Balatonszepezd közti szakaszon egyre több, kisebb-nagyobb medence jelenik meg a parti hegysor és a Veszprém-nagyvázsonyi-fennsík között, és ezekben a medencékben kicsiny, a Balatonhoz többé-kevésbé kötődő, de attól több kilométeres távolságban fekvő falvak terülnek el. Ezeket a medencéket egymástól is elválasztják kisebb-nagyobb kiemelkedések, melyek főtömegeit kemény kőzetrétegek alkotják, míg a medencékre a puha, könnyen lepusztuló márgarétegek előfordulása jellemző.
Balatonfüred térségétől nyugat felé haladva öt ilyen kis medencét lehet geológiailag elkülöníteni: ezek közül a legkeletibb, a Kéki-völgy csak csekély alapterületű, majd nyugat felé haladva sorra következnek a Pécselyi-medence, a Dörgicsei-medence, a Csicsói-medence és utolsóként a Monoszlói-medence. (Ezt követően, Monoszlótól nyugatra újabb szakasza kezdődik a Balaton-felvidéknek, ahol az említett medencéknél jóval nagyobb kiterjedésű, szerkezetileg is eltérő jellegű Káli-medence váltja fel az egymást követően sorakozó kis medencék sorát, a tóparti hegysort felváltva pedig vulkanikus eredetű, bazaltos tanúhegyek válnak jellegadóvá a térségben.)
A Kéki-völgyet leszámítva mind a négy medence lényegében 2~4 történelmi, illetve jelenkori település közigazgatási területeit foglalja magában, és általában kelet-nyugat irányú átjárás sem nagyon van közöttük, sőt, több itteni település zsákfalunak tekinthető. A Csicsói-medencében négy mai település, Balatoncsicsó, Óbudavár, Szentantalfa és Szentjakabfa terül el, ezek közül is Balatoncsicsó és Szentjakabfa csak dél felől, valamint mindkét község a másik irányából érhető el közúton.

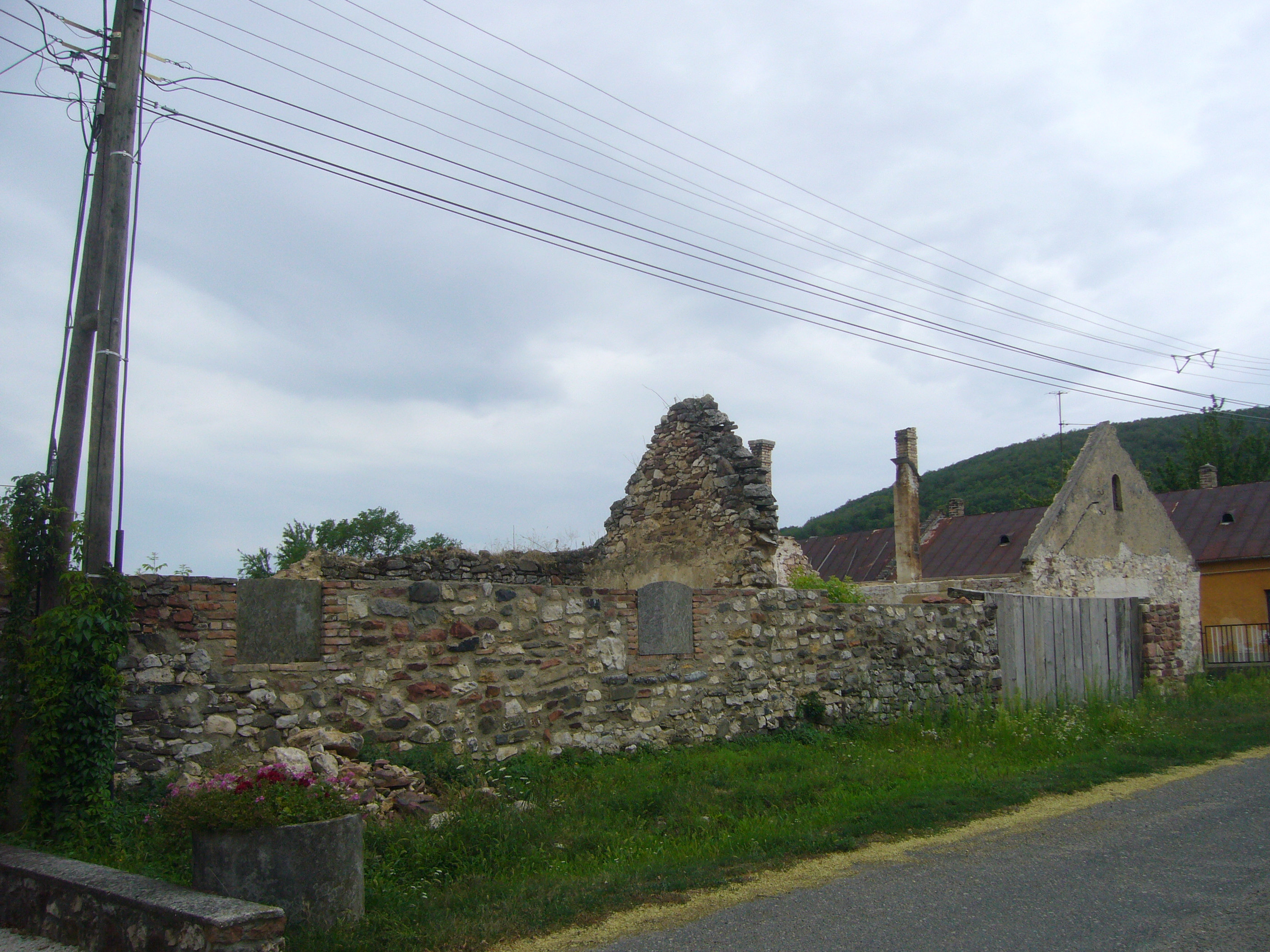
Tagyoni falukép

Félig-meddig e tájegység része Tagyon is, amely a Csicsói-medence déli bejáratának tekinthető: e község szerkezetileg ugyan még a Balaton-part menti övezet települései közé tartozik, ám mivel sem saját balatoni partszakasszal nem rendelkezik, sem a 71-es út nem érinti, ráadásul mindössze néhány száz méter választja el Szentantalfától (amely már e medence része), nem ritkán ezen mikrotérséghez sorolják Tagyon község területét is.
A medencét Szentantalfa régi neve után nevezik Nevegy- vagy Nivegy-völgynek is, amely a Balaton-felvidéki borvidék viszonylag karakteresen elkülönülő, önálló, jó bortermő területe. A medence egyetlen jelentős vízfolyása a Csorsza- vagy Cserkúti-patak. Két fontosabb útvonala a Zánka-Tagyon-Szentantalfa-Óbudavár nyomvonalon haladó 7312-es út és az utóbbiba Balatoncsicsót és Szentjakabfát is bekapcsoló 73 117-es út.

## Települések a medence területén
- Balatoncsicsó
- Óbudavár
- Szentantalfa
- Szentjakabfa
- Tagyon (nem a Csicsói-medence része, de gazdasági-társadalmi szempontból a Nivegy-völgy településeihez tartozik)